# 샤를 드 라 베도예

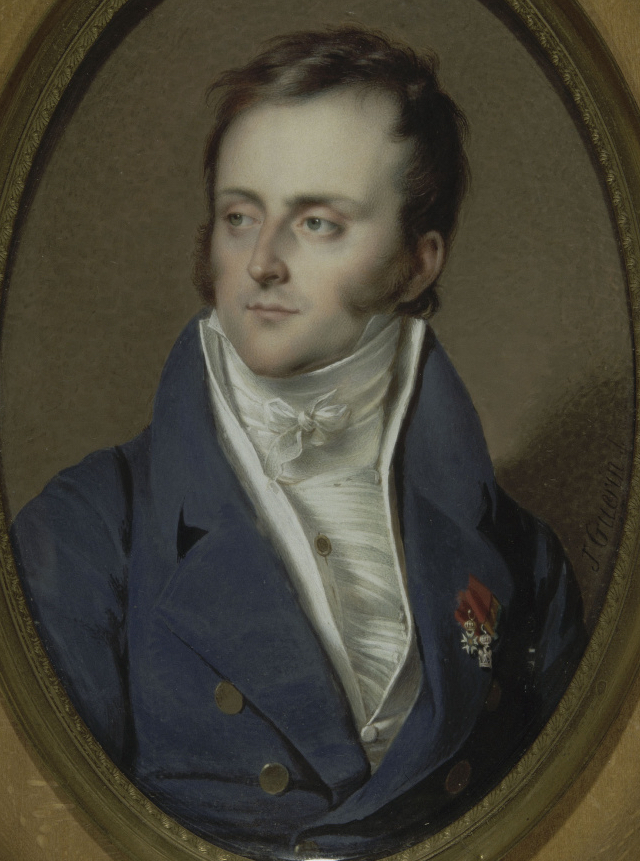
샤를 드 라 베도예

샤를 앙젤리크 프랑수아 위셰, 라 베도예 백작(Charles Angelique Francois Huchet, Comte de la Bedoyere, 1786년 4월 17일 - 1815년 8월 19일)은 나폴레옹 1세 치하 제정 프랑스의 장군이다.
1815년에 처형되었다.

## 워털루 전투 이전 생애
라 베도예는 1786년 4월 17일, 프랑스 파리의 오래된 브르타뉴 가문에서 태어났다. 1806년 소위로 임관하여 군인의 삶을 시작한 그는 나폴레옹의 절친한 친구인 장 란 원수의 부관(Aide-de-camp)이 되었다. 1809년에 장 란이 전사하자 나폴레옹의 의붓아들인 외젠 드 보아르네의 부관이 되었고 이탈리아 부왕이 된 그를 따라 이탈리아로 갔다.
라 베도예는 1812년 러시아 원정에도 종군하여 모스크바 공방전, 베레지나강 도하 작전 등 큰 전투에 참여하였다. 러시아 원정의 실패로 인한 독일 전역 - 바우첸 전투- 에도 참전했다. 나폴레옹에 대한 헌신과 충성을 인정받아 레종 도뇌르 훈장을 받는다.
1814년, 나폴레옹은 프랑스 본토를 제외한 제국 영토의 대부분을 상실하였고 대불 연합군은 점차 프랑스로 진군하였다. 라 베도예는 그해 3월에 펼쳐진 파리 방어전을 끝으로 나폴레옹이 퇴위하자 본인도 사임하였다. 그러나 곧 그는 샹베리 지역에 주둔하는 제7 보병연대의 지휘를 승낙하면서 복귀한다.
폐위당한 나폴레옹이 엘바섬을 탈출하였을 무렵 라 베도예 대령은 이 왕위 찬탈자를 저지하라는 명령을 받았다. 그러나 1815년 3월 8일, 라 베도예는 자신의 연대를 이끌고 나폴레옹의 깃발 아래 다시 합류하였다.

## 워털루 전투
준장으로 진급한 라 베도예는 워털루 전투 동안 황제 나폴레옹의 부관 보직을 맡았다. 워털루 전투에 앞서 라 베도예는 드 롱의 제 1 군단에 전령으로 보내졌다. 당시 드 롱의 부대는 카트르브라에서 영국군을 상대하고 있는 네 원수의 부대에 합류하기 위해 진군 중이었다. 그러나 라 베도예가 드 롱에게 전달한 명령은 진로를 바꿔 리니에서 프로이센군을 상대하고 있는 황제의 본군에 합류하라는 것이었다.
이 사실을 알게 된 네는 진노하였고 이 명령 때문에 카트르브라 또는 리니에서 연합군을 상대로 결정적 타격을 줄 수 있었던 드 롱 휘하 2만 명의 병력이 이리저리 오가다 총 한번 못 쏴보고 하루를 허비하였다.

## 워털루 전투 이후
황제 나폴레옹의 측근으로 그를 보좌했던 라 베도예는 워털루의 패전 이후 가장 뒤늦게 전장을 떠난 사람 중 하나였다. 이후 그는 스위스로 망명하기 위해 파리를 떠났다가 부인과 아들에 작별인사를 고하기 위해 다시 파리에 잠입하였다. 그러나 이러한 시도는 발각되어 1815년 8월 2일 체포된다.
1815년 8월 14일 군법 재판에 회부된 그는 총살형을 선고받았고 5일 뒤인 1815년 8월 19일, 파리 남서부의 Grenelle에서 그에 대한 총살형이 집행되었다. 그의 나이 30살이었다.
그의 묘는 현재 파리에 있다.

## 참고 자료
- http://www.napoleon-empire.com/personalities/bedoyere.php